# Mein Schulgeist Hanako
Mein Schulgeist Hanako (japanisch 地縛少年花子くん, Jibaku Shōnen Hanako-kun) ist eine Mangaserie von AidaIro, die seit 2014 in Japan erscheint. Sie ist in die Genres Comedy und Horror einzuordnen und wurde 2020 und 2025 als Anime-Fernsehserie umgesetzt. Diese kam international als Toilet-Bound Hanako-kun heraus. Die Geschichten basieren auf japanischen Horror- und Geistergeschichten, die Hauptfigur auf dem Toilettengeist Toire no Hanako-san.

## Inhalt
An der Kamome-Oberschule sind sieben Schul-Mysterien bekannt – übernatürliche Erscheinungen, über die Schüler und Lehrer sich Geschichten erzählen. Eines davon ist der Toilettengeist Hanako-san, der Wünsche erfüllen soll, dafür aber einen hohen Preis verlangt. In ihrer Verzweiflung, weil ihr Schwarm sie nicht beachtet, sucht Nene Yashiro (八尋 寧々) die Toilette im alten Schultrakt auf und beschwört Hanako. Der Geist stellt sich anders als in den Legenden nicht als Mädchen, sondern als lüsterner, frecher Junge heraus. Der hilft ihr zunächst auch nur mit banalen Alltagstipps, ehe sich Yashiro selbst bei seinen magischen Utensilien bedient. Damit zieht sie den Fluch einer Meerjungfrau auf sich, zu deren Gefolge sie nun in Gestalt eines Fisches zählen soll. Doch Hanako besiegt die Meerjungfrau mit seinen bisher verborgenen Kräften. Doch als Ausgleich muss Yashiro nun ihm zu Diensten sein. So unterstützt sie ihn von da an als eines der sieben Mysterien der Schule, der über die anderen Geister wacht. Während Hanako die anderen Geister nur ins Jenseits befördern kann, ist Yashiro als Mensch in der Lage, die Gerüchte über die Geister zu verändern und damit auch deren Verhalten.
Bald stößt der junge Exorzist Kō Minamoto (源 光) zu den beiden, der Hanako eigentlich austreiben soll. Da der ein Geist eines Mörders ist – das blutige Messer hat er noch immer bei sich und zieht es als Waffe im Kampf – hält Minamoto ihn für einen bösen Geist. Hanako wurde jedoch als Buße für seine Tat aufgebürdet, die Geister der Schule zu kontrollieren. Zudem ist es für ihn ein Leichtes, Minamoto zu besiegen. Der aber bleibt ein stetiger Begleiter von Yashiro und dem Geist und steht ihnen auch bei einigen Aufgaben beiseite. Im Gegensatz zu seinem an der Schule beliebten, älteren Bruder und bereits geübten Exorzisten Teru Minamoto (源 輝), der alle Geister für böse hält und sie austreiben will, erkennt Kō, dass sich Hanako bemüht, den Frieden zwischen Geistern und Menschen an der Schule zu bewahren. Dabei wird Hanako von den anderen Schulmysterien unterstützt, die jedoch immer wieder selbst außer Kontrolle geraten.
Nach einigen Vorfällen an der Schule wird offenbart, dass hinter diesen Hanakos Zwillingsbruder Tsukasa steckt – derselbe den Hanako, im Leben noch mit dem Namen Amane, umgebracht hat. Tsukasa ist sadistisch und brutal und statt Harmonie an der Schule will er nur, dass jeder tun kann, was er will. Er erfüllt Geistern ihre Wünsche, macht sie dabei jedoch zu bösen, gefährlichen Wesen. Unterstützt wird er von zwei Schülern: Sakura Nanamine (七峰 桜) und Natsuhiko Hyūga (日向 夏彦), beide im Radioklub der Schule, über dessen Programm sie die Gerüchte über Geister an der Schule beeinflussen können. Als Kō versucht, den Geist seines früheren, vereinsamten Klassenkameraden Sōsuke Mitsuba (三葉 惣助) friedlich ins Jenseits zu geleiten, freundet er sich mit dem Geist an. Doch Tsukasa mischt sich ein, sodass Sōsuke erst zum bösen Geist wird und dann mit Tsukasas Intervention sogar die Rolle des Mysteriums Nr. 3 übernimmt. Von da an begleitet er die Gruppe um Tsukasa, auch wenn er sich noch immer wünscht, wieder ein Mensch zu werden und endlich Freunde zu finden.

## Veröffentlichung
Der Manga erscheint seit Juni 2014 im Magazin GFantasy des Verlags Square Enix. Dieser brachte die Kapitel auch gesammelt in bisher 24 Bänden heraus (Stand Juli 2025). Von diesen erreichten mehrere Platzierungen in den Manga-Verkaufscharts. So verkaufte sich der neunte Band in zwei Wochen über 50.000 Mal und erreichte Rand 21 in den Charts. Auf Deutsch erscheint der Manga seit August 2020 bei Manga Cult unter dem Namen Mein Schulgeist Hanako in bisher 22 Bänden (Stand August 2025). Seit April 2022 erscheint auf Deutsch auch der Ableger Mein Schulgeist Hanako – After School. Auch zwei Artbooks sind in Deutschland bei Manga Cult erschienen, das erste im Jahr 2021 und das zweite im Oktober 2023. Eine englische Übersetzung der Serie erscheint bei Yen Press, eine italienische bei J-Pop und eine polnische bei Studio JG. Bei Editorial Ivréa erscheint die Serie in Spanien und bei Panini Comics in Argentinien.
Seit Februar 2018 erscheint der Ableger Hōkago Shōnen Hanako-kun (放課後少年 花子くん) im Magazin Pixiv Comic, ebenfalls bei Square Enix und von AidaIro. Eine englische Fassung wird als After-School Hanako-kun von Yen Press verlegt, eine italienische von J-Pop.

## Anime-Fernsehserie
Unter der Regie von Masaomi Andō entstand bei Studio Lerche eine 12-teilige Animeserie zum Manga. Hauptautor war Yasuhiro Nakanishi und das Charakterdesign entwarf Mayuka Itou. Die künstlerische Leitung lag bei Daiki Kuribayashi. Die je 25 Minuten langen Folgen wurden erstmals vom 9. Januar bis 26. März 2020 von TBS, BS-TBS, Sun Television, CBC in Japan ausgestrahlt. Im englischen Sprachraum wurde der Anime von Funimation Entertainment veröffentlicht, die Plattform Wakanim brachte ihn per Streaming mit Untertiteln in Deutsch, Französisch und Russisch heraus. Mit der Übernahme der Plattform wechselte der Anime zu Crunchyroll.
2023 wurde auch der Ableger verfilmt. Ebenfalls bei Studio Lerche, nun unter der Regie von Masaki Kitamura und nach Drehbüchern von Kazuma Nagatomo entstanden vier Folgen mit je 10 Minuten. Für das Charakterdesign war nun Aya Higami verantwortlich. Die Episoden wurden in Japan ab dem 12. Oktober 2023 von TBS gezeigt. International startete die Veröffentlichung bei Crunchyroll bereits am 10. Oktober, unter dem Titel Mein Schulgeist Hanako – After School auch mit deutscher Synchronisation. Im Herbst 2024 kamen weitere vier Folgen hinzu.
Eine zweite Staffel wurde für Januar 2025 angekündigt und lief am 12. Januar bis 30. März 2025 im japanischen Fernsehen sowie als Simulcast bei Crunchyroll. Nach Ausstrahlung der zwölften Folge der zweiten Staffel wurde ein zweiter Teil mit Starttermin Juli 2025 angekündigt.

### Synchronisation
Die Synchronisation führte @alpha Postproduktion in München durch. Die Dialogregie übernahm Dominik Auer nach dem Dialogbuch von Tobias Ache.
| Rolle           | japanischer Sprecher (Seiyū) | deutscher Sprecher      |
| --------------- | ---------------------------- | ----------------------- |
| Hanako-kun      | Megumi Ogata                 | Maximilian Belle        |
| Nene Yashiro    | Akari Kitō                   | Lisa Dzyadyk            |
| Kō Minamoto     | Shōya Chiba                  | Felix Mayer             |
| Sakura Nanamine | Chika Anzai                  | Eleni Möller            |
| Sousuke Mitsuba | Daiki Kobayashi              | Max Schira              |
| Tsukasa Yugi    | Megumi Ogata                 | Maximilian Belle        |
| Aoi Akane       | Minako Sato                  | Lea Kalbhenn            |
| Natsuhiko Hyūga | Takahiro Mizushima           | Tobias John von Freyend |
| Teru Minamoto   | Yūma Uchida                  | Oliver Scheffel         |

### Musik
Die Musik der Serie wurde komponiert von Hiroshi Takaki. Das Vorspannlied ist No.7 von Chibaku Shōnen Band und der Abspann ist unterlegt mit dem Lied Tiny Light von Akari Kitō. Das Abspannlied von Mein Schulgeist Hanako – After School ist Koi! Koi Koi (来い！濃い恋) von Akari Kitō, Chitose Morinaga, Yuuri Yoshida und Mai Kanazawa.